# 임용제도
임용제도(任用制度)는 정부 조직에서 공무원을 선발하는 제도이다. 공무원의 선발을 위한 시험을 임용시험(任用試驗)이라고 한다.
대한민국에서 공무원의 임용은 실적주의에 입각하여 시험성적·근무성적 기타 능력의 실증에 의하여 행함을 그 원칙으로 한다. 공무원직 결원의 보충은 신규채용·승진임용·강임·전직 또는 전보의 방법에 의하는데, 공무원의 신규채용은 원칙적으로 공개경쟁시험에 의하나 일정한 경우에 한하여 특별채용시험에 의할 수 있다. 공개경쟁에 의한 채용시험은 평등의 원칙에 지배되며 시험실시기관은 원칙적으로 총무처장관·국회사무처·법원 행정처이다. 계급간 승진임용은 근무성적 평정·경력평정 기타 능력의 실증에 의하는데 5급공무원(事務官)에의 승진임용은 승진시험에 의한다.

## 대한민국의 임용시험
- 공무원 임용시험: 중앙정부나 지방정부에 고용되어 직무에 종사하는 경력직공무원 임용후보자를 선발한다.
- 교사 임용시험: 국공립학교 교사를 선발한다.
  - 중등교사 임용시험: 국공립 중등학교 교사를 선발한다.
- 사법시험: 별정직 공무원인 사법연수생을 선발하였다. 현재 폐지되었다.